# Transformada de Fourier de senyal discret

Fig. 1 Les imatges de la part inferior : la primera per l'esquerra és el seyal continu, la segona és el mateix senyal discret, la tercera el la DFT del senyal discret, o sigui, la DTFT

La Transformada de Fourier de senyal discret (DTFT, acrònim anglès de Discret Time Fourier Transform) és la transformada de Fourier aplicada a un senyal discret creat a partir s'un senyal continu. Després d'efectuar la transformada de Fourier s'obté una funció en la freqüència que és un sumatori periòdic de la transformada de Fourier del senyal continu original. Aquesta transformada de Fourier es pot realitzar amb DFT (Discret Fourier Transform) de forma ràpida. La transformada inversa DTFT també és viable.

## Definició formal
Sigui un senyal continu en funcií del temps {\displaystyle x(t)} i la seva versió discretitzada {\displaystyle x[n]} per a tota els nombres enters {\displaystyle n}. La variable {\displaystyle w} és la freqüència.
{\displaystyle X_{2\pi }(w)=\textstyle \sum _{-\infty }^{\infty }\displaystyle x[n]e^{-iwn}}

## Propietats
En la següent taula es mostres operacions matemàtiques aplicades en el domini temporal i els seus corresponents efectes en el pla freqüencial:
- El símbol * és la convolució discreta de 2 seqüències
- x[n]* és el complex conjugat de x[n]

| Propietat                      | Domini temporal {\displaystyle x[n]}                                 | Domini freqüencial {\displaystyle X_{2\pi }(w)}                                                                           | Notes   |
| ------------------------------ | -------------------------------------------------------------------- | --- | ------- |
| Lenealitat                     | {\displaystyle a.x(n)+b.y(n)}                                        | a.{\displaystyle X_{2\pi }(w)}+b.{\displaystyle Y_{2\pi }(w)}                                                             |         |
| Desplaçament en el temps       | {\displaystyle x[n-k]\!}                                             | {\displaystyle X(e^{i\omega })e^{-i\omega k}\!}                                                                           | enter k |
| Desplaçament en la freqüència  | {\displaystyle x[n]e^{ian}\!}                                        | {\displaystyle X(e^{i(\omega -a)})\!}                                                                                     | real a  |
| Inversió temporal              | {\displaystyle x[-n]\!}                                              | {\displaystyle X(e^{-i\omega })\!}                                                                                        |         |
| Conjugació temporal            | {\displaystyle x[n]^{*}\!}                                           | {\displaystyle X(e^{-i\omega })^{*}\!}                                                                                    |         |
| Inversió i conjugació temporal | {\displaystyle x[-n]^{*}\!}                                          | {\displaystyle X(e^{i\omega })^{*}\!}                                                                                     |         |
| Derivada de la freqüència      | {\displaystyle {\frac {n}{i}}x[n]\!}                                 | {\displaystyle {\frac {dX(e^{i\omega })}{d\omega }}\!}                                                                    |         |
| Integral de la freqüència      | {\displaystyle {\frac {i}{n}}x[n]\!}                                 | {\displaystyle \int _{-\pi }^{\omega }X(e^{i\vartheta })d\vartheta \!}                                                    |         |
| Multiplicació temporal         | {\displaystyle x[n]\cdot y[n]\!}                                     | {\displaystyle {\frac {1}{2\pi }}\int _{-\pi }^{\pi }{X(e^{i\vartheta })\cdot Y(e^{i(\omega -\vartheta )})d\vartheta }\!} |         |
| Convolució                     | {\displaystyle x[n]*y[n]\!}                                          | {\displaystyle X(e^{i\omega })\cdot Y(e^{i\omega })\!}                                                                    |         |
| Correlació                     | {\displaystyle \rho _{xy}[n]=x[-n]^{*}*y[n]\!}                       | {\displaystyle R_{xy}(\omega )=X(e^{i\omega })^{*}\cdot Y(e^{i\omega })\!}                                                |         |
| Teorema de Parseval            | {\displaystyle E=\sum _{n=-\infty }^{\infty }{x[n]\cdot y^{*}[n]}\!} | {\displaystyle E={\frac {1}{2\pi }}\int _{-\pi }^{\pi }{X(e^{i\omega })\cdot Y^{*}(e^{i\omega })d\omega }\!}              |         |